# Летище Крайници
В землището на село Крайници, община Дупница, област Кюстендил, България се намира летище Крайници, което се е ползвало като селскостопанско летище, а през Втората световна война и като военно. Летището Крайници е било авиобаза на германските Луфтвафе през 1941 – 1944 г.
Според идентификатора на FAA летището е регистрирано като Stanke Dimitrov Airport под номер LB22. Пистата му е сред най-дългите самолетни писти в България с държина 2,45 км.
Летището е най-близо до село Крайници, на около 10 км от град Дупница и на 57 км от София. Близо до летището се намират бивше военно поделение и укрития за военни самолети.
Разположено е в планински район, в подножието на планините Рила и Верила. Районът позвлоява достъп на свръхлека авиация до Рилските езера, Рилския манастир и 12 от 18-те рилски върха над 2700 m. – Мусала, Иречек, Дено, Манчо и др. В близост е и най-високият връх на планината Верила – връх Голям Дебелец (1415 м).
На летище Крайници се провежда Националният шампионат по дрифт през 2017 година.
В землището на селото е имало римски и тракийски селища, за което свидетелстват множество могили и предмети, намерени в околността.